# 2-Oxazolidinon
2-Oxazolidinon ist eine chemische Verbindung aus der Gruppe der Oxazolidinone.

## Gewinnung und Darstellung
2-Oxazolidinon kann durch Reaktion von Ethanolamin in Trichlormethan mit Phosgen oder Diethylcarbonat und Neutralisation mit Bleicarbonat gewonnen werden.

## Eigenschaften
2-Oxazolidinon ist ein beiger Feststoff, der löslich in Wasser ist.

## Verwendung
2-Oxazolidinon wird als antimikrobielles Mittel verwendet. In Organismen wirkt es als Proteinsynthese-Inhibitor, der einen frühen Schritt der Bindung von N-Formylmethionyl-tRNA an das Ribosom beeinflusst. Es wird auch für chirale Synthesen und als Ethanolamin-Äquivalent verwendet. Es verhält sich auch wie ein Aziridin-Äquivalent wie bei der Umwandlung von Thiophenolen oder Aminen zu ihren Aminoethylderivaten.